# Bisertsi
Bisertsi (bulgariska: Бисерци) är ett distrikt i Bulgarien.   Det ligger i kommunen Obsjtina Kubrat och regionen Razgrad, i den nordöstra delen av landet, 290 kilometer nordost om huvudstaden Sofia.
Trakten runt Bisertsi består till största delen av jordbruksmark. Runt Bisertsi är det ganska glesbefolkat, med 48 invånare per kvadratkilometer.